# August Beise
August Friedrich Wilhelm Beise (* 28. Februar 1867 in Cartlow, Landkreis Cammin i. Pom.; † 24. April 1947 in Berlin) war ein deutscher Lehrer und Politiker (DVP).

## Leben
Nach dem Volksschulabschluss besuchte Beise die Präparandenanstalt. Danach absolvierte er das Lehrerseminar, das er mit erfolgreicher Prüfung abschloss. Im Anschluss arbeitete er als Volksschullehrer in Wittenfelde. Neben seiner beruflichen Tätigkeit war er Vorstandsmitglied des Provinziallehrervereins der Provinz Pommern und Mitglied im Hauptausschuss des Deutschen Lehrerverbandes.
Beise war Kreistagsmitglied des Landkreises Greifenberg. Im Februar 1921 wurde er als Landeswahlvorschlag der Deutschen Volkspartei (DVP) in den Preußischen Landtag gewählt, dem er bis 1924 angehörte.
August Beise war mit Hedwig Amanda Auguste Luise, geb. Stübs (1872–1937), verheiratet und hatte neun Kinder, darunter Politiker und Schulrektor Emil Beise.